# Bear (homocultuur)

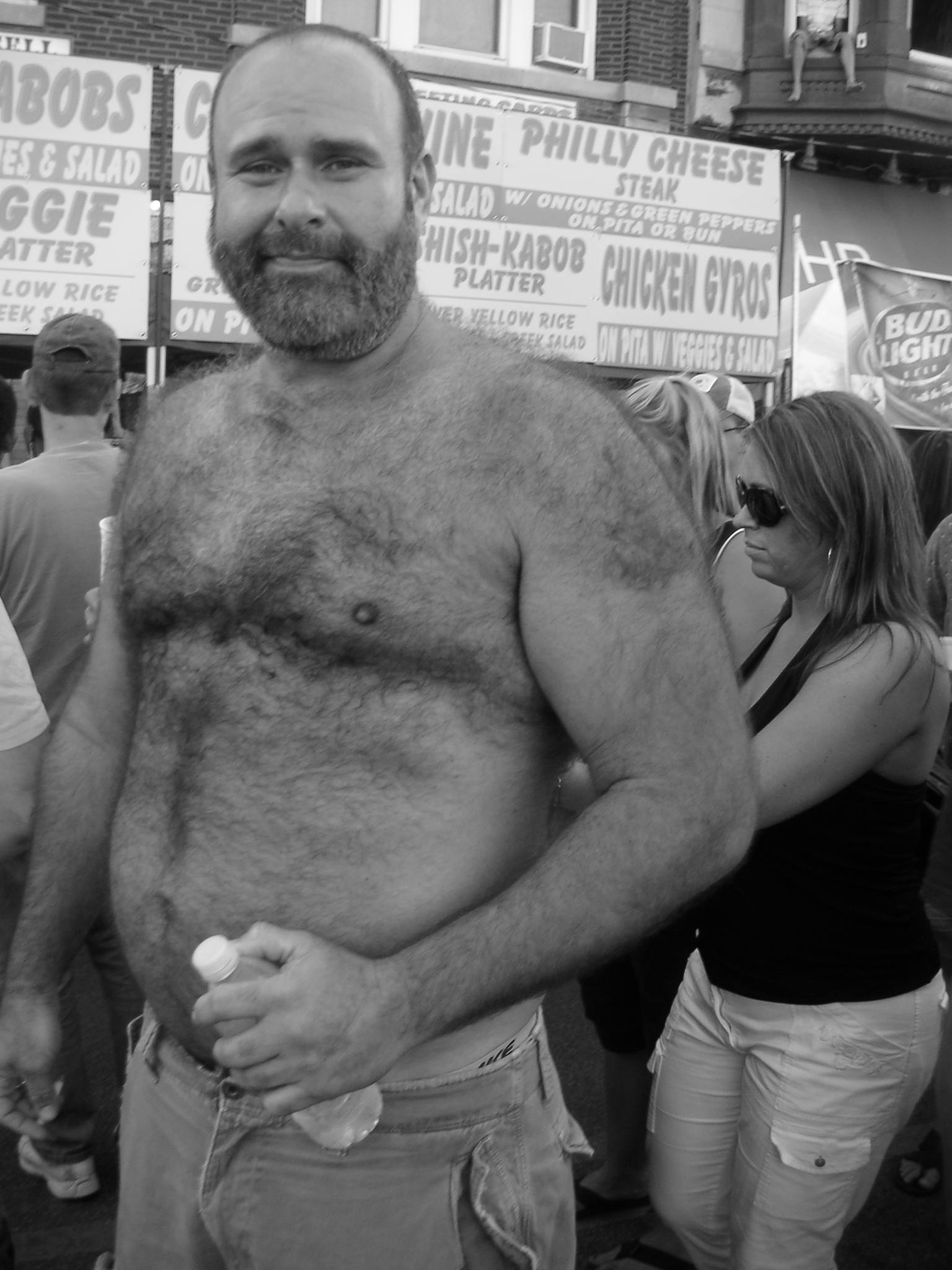
Bear

Bear (in het Nederlands ook wel beer genoemd) is een term uit de homoscene. Het betreft een stevig gebouwde en behaarde man, vaak getooid met een snor en/of baard. Bears vormen binnen de homogemeenschap een subcultuur.

## Geschiedenis
De Duitse homopublicist Peter Hamecher schreef in zijn boek Zwischen den Geschlechter uit 1901 dat de hoofdpersoon in een verhaal uit 1899 in het homotijdschrift Der Eigene "als een vrouw van stevige, bebaarde mannen houdt, - een verschijnsel dat ik tot mijn verwondering onder de jongere homoseksuelen van Berlijn (en ook Keulen) wijd verbreid vond."
De term bear werd waarschijnlijk in 1979 voor het eerst gebruikt door George Mazzei, die in een artikel in het Amerikaanse homotijdschrift The Advocate schreef over mannen met een voorkeur voor behaarde, bebaarde en doorgaans dikkere mannen, die volgens Mazzei ook veel lachen en "over het algemeen goedgeluimd" zijn.

## Subgroepen
Onder bears zijn ook weer verschillende groepen te onderscheiden, zo zijn er bijvoorbeeld musclebears, mannen die een massief en behaard lichaam hebben en daarbij vooral opvallen door veel spiermassa, daarnaast zijn er chubbybears, mannen die erg behaard zijn en gezet tot dik. En dan zijn er ook nog daddybears, meestal al wat oudere behaarde mannen, met als subgroep de polar bears, die gewaardeerd worden om hun zilvergrijze (overdadige) beharing.
Aparte groepen in de bearscene zijn de cubs (letterlijk: welpen), dat zijn veelal jongere mannen die al wel de trekken van een bear vertonen maar nog wat moeten 'rijpen', en de liefhebbers van bears, die door de scene worden aangeduid als chasers ("jagers"). Deze mannen zijn vaak zelf slank maar vallen op het bearachtige type.
Speciaal voor bears en hun liefhebbers is er de datingapp Growlr.

## Organisaties
In Nederland werden in 1990 twee clubs voor bears opgericht: Dikke Maatjes in Amsterdam en Big Dutch in Eindhoven. Beide organisaties gingen in 1997 samenwerken, waartoe de vereniging Dikke Maatjes Big & Bear Netherlands werd opgericht. Deze vereniging organiseerde onder meer eind jaren negentig Big & Bear weekenden in Amsterdam.
De enige nog actieve social club voor de Nederlandse Berengemeenschap is Dutch Bears.

## Evenementen

### Feesten
Speciaal voor bears en mannen die daar van houden wordt sinds 2005 in Amsterdam enkele malen per jaar het feest Furball georganiseerd. De eerste edities vonden plaats in het COC-gebouw aan de Rozenstraat. In 2006 werd de organisatie overgenomen door de stichting GENTS (sinds 2009 onderdeel van de stichting GALA), die het feest voortzette op wisselende locaties als Club More, de Supperclub, discotheek Exit en Odeon. Vanaf 2008 werd Furball gehouden in de WesterUnie op het terrein van de Westergasfabriek en sinds 2011 vindt het feest plaats in fetishclub Church in de Kerkstraat. De vaste DJ's van Furball zijn Big General en Bramsterdam.
Een ander feest voor deze doelgroep is Bear Necessity.

### Prides
Sinds 2014 werd in Amsterdam elk jaar in maart een Bear Pride georganiseerd, een meerdaags evenement met diverse activiteiten gericht op bears en liefhebbers daarvan, met niet alleen bezoekers uit Nederland, maar ook uit België, Duitsland en Groot-Brittannië. Als locatie fungeerden onder meer Club Church en café De Spijker in de Kerkstraat, alsmede de leerbars in de Warmoesstraat en bij de Nieuwezijds Kolk. Ook is er jaarlijks een Mr. Bear Netherlands-verkiezing. De Amsterdamse Bear Pride was een initiatief van Michael Roks, destijds manager van de leerbars The Eagle en Dirty Dicks, die op het idee kwam door het toenemend aantal op bears gerichte activiteiten in de stad. Later wijzigde de naam naar Amsterdam Bear Weekend, dat in 2019 voor het laatst plaatsvond. Na de coronapandemie namen nieuwe mensen de organisatie over en kreeg het evenement in 2023 weer de naam Amsterdam Bear Pride, maar werden de activiteiten verplaatst naar het tweede weekend van juni.
In Brussel is er de Bear Pride Belgium, die daar sinds 2011 in oktober gehouden wordt en onder meer de verkiezing van Mister Bear Belgium omvat.